# Festuca graniticola
Festuca graniticola là một loài thực vật có hoa trong họ Hòa thảo. Loài này được Kerguélen & Morla mô tả khoa học đầu tiên năm 1985.